# Frederick D. Gregory
Pour les articles homonymes, voir Gregory.
Frederick Drew Gregory, dit Fred Gregory, est un astronaute américain né le 7 janvier 1941.

## Biographie
Frederick Drew Gregory fut le pilote d'une mission de navette spatiale, Challenger STS-51-B en 1985, puis le commandant de deux autres, Discovery STS-33 en 1989 et Atlantis STS-44 en 1991. En 1989, il devint ainsi le premier Afro-Américain à commander un vol spatial.
Il a également été administrateur adjoint de la NASA.

## Vols réalisés
- 29 avril 1985 : Challenger STS-51-B
- 23 novembre 1989 : Discovery STS-33
- 24 novembre 1991 : Atlantis STS-44

## Honneur
L'astéroïde (95449) Frederickgregory a été nommé en son honneur le 27 janvier 2021, dans la Minor Planet Circular no 128943.